# Nehoda dvou autobusů na dálnici D2 u Rebešovic
Vážná nehoda na dálnici D2 se odehrála 17. července 2023 kolem 15:25 SELČ poblíž Rebešovic v okrese Brno-venkov, v katastrálním území městské části Brno-Chrlice. Na dálnici D2 narazil zezadu jeden autobus do druhého, jedoucího před ním. Zemřel řidič zadního autobusu, dalších 76 lidí bylo zraněno, z toho 14 těžce.

## Popis nehody a následky
Ke srážce dvou autobusů došlo v pondělí 17. července 2023 kolem 15:25 SELČ na 5. kilometru dálnice D2 ve směru na Brno. Do autobusu společnosti FlixBus se slovenskou poznávací značkou na lince z Budapešti do Prahy zezadu narazil jiný autobus, s českou registrací, jedoucí rovněž z Budapešti do Prahy, patřící menší firmě, která vedle další činnosti také provozovala dálkovou dopravu jedním vozem. Při nehodě zemřel řidič druhého (zadního) autobusu, dalších 76 osob bylo zraněno, z toho 14 těžce. Ze 76 zraněných 16 potřebovalo významnou péči.
Zemřelým řidičem zájezdového autobusu s poznávací značkou z Libereckého kraje byl cizinec s trvalým pobytem v České republice. V obou autobusech byli zahraniční turisté, mezi cestujícími obou autobusů byli podle mluvčího hasičů lidé 25 národností, ke komunikaci však postačila angličtina. Mezi cestujícími byli občané Venezuely, Brazílie, Ukrajiny, Mexika, Saúdské Arábie, Dánska, Nepálu, Maďarska, Bulharska, Austrálie, Nigérie, Ázerbájdžánu, Uzbekistánu, Gruzie a Kostariky. Totožnost zraněných cestujících zjišťovala cizinecká policie až do rána.
Teplota na meteorologické stanici Brno-Tuřany (na tuřanském letišti) v době nehody se pohybovala kolem 30 °C, maximum 31,2 °C bylo naměřeno v 17 hodin.
Dálnice byla v 15:52 uzavřena v obou směrech mezi 3. a 11. kilometrem. V 17:48 byl zprovozněn směr na Břeclav a Bratislavu, provoz směrem do Brna byl obnoven po 23. hodině. Z důvodu uzavírky se na přilehlých silnicích a sjezdech na dálnice tvořily kolony.

## Záchranné práce
Na místě operovaly všechny složky integrovaného záchranného systému. Z řad záchranářů zasahovalo 26 posádek se sanitními vozy a byly nasazeny také tři vrtulníky a velkokapacitní vůz Atego. Mimo jiné zasahovalo také 15 jednotek hasičů a psycholožka. Hasiči vyprostili hydraulickými prostředky 12 osob. Náměstek ředitele Fakultní nemocnice Brno aktivoval traumaplán. Těžce zranění byli odvezeni do jedné hodiny po nehodě, celkem trval zásah zdravotnické záchranné služby necelé dvě hodiny, zdravotnická záchranná služba na akci nasadila 48 zaměstnanců a 9 operátorů, resp. 26 posádek, z toho 3 vrtulníkové. Sedm těžce zraněných postupně přepravily vrtulníky do Fakultní nemocnice Brno. Pro lehce zraněné přistavili hasiči dva autobusy, které je odvezly do brněnské Vojenské nemocnice a Nemocnice Milosrdných bratří, dvě děti byly převezeny do břeclavské nemocnice.
Lidem, kteří uvázli v autech na uzavřené dálnici, hasiči jako prevenci dehydrataci rozdali na 400 lahví s vodou. V Chrlicích hasiči ubytovali přes noc v evakuačním středisku 6 cestujících z autobusů, ráno je pak odvezli na autobus směřující do Prahy. Hasiči také zajišťovali dopravu ošetřených lidí z nemocnic k vrakům autobusů, aby si zde mohli vyzvednout svá zavazadla.
Pacienty ošetřila Fakultní nemocnice Brno, Fakultní nemocnice u sv. Anny, Úrazová nemocnice, Nemocnice Milosrdných bratří a Vojenská nemocnice v Brně a Nemocnice Břeclav. Dohromady měly v péči 76 lidí, druhý den odpoledne zůstalo hospitalizovaných 16 lidí.

## Reakce
Mluvčí hasičského sboru Jaroslav Mikoška označil nehodu za jednu z největších na jižní Moravě za poslední roky. Jako neobvyklé zmínil vyhlášení druhého stupně poplachu, což při dopravních nehodách není obvyklé a odpovídá to spíš velkým požárům. Předseda vlády České republiky Petr Fiala napsal: „Nehoda dvou autobusů na D2 u Brna je obrovské neštěstí. Myslím na všechny zraněné a vyjadřuji upřímnou soustrast blízkým řidiče, který přišel o život“. Ministr vnitra České republiky Vít Rakušan uvedl: „Všem, kdo s řešením následků nehody pomohli, patří obrovský dík za profesionální práci v tak náročné situaci“.
Záchranáři později dostali od cestujících mnoho poděkování, tři měsíce po nehodě zveřejnili ručně anglicky psaný děkovný dopis od německé turistiky jménem Deborah.

## Vyšetřování
V den nehody policie předpokládala, že řidič zadního autobusu mohl mít zdravotní indispozici, například infarkt. Zároveň nevyloučila jako příčiny technickou závadu, zdravotní indispozici ani nepozornost, nepřiměřenou rychlost a nedodržení bezpečné vzdálenosti. Vyšetřování se mělo zaměřit i na to, zda cestující byli připoutaní.
Dne 15. dubna 2024 zpravodajský server iDNES.cz informoval, že Policie České republiky uzavřela vyšetřování nehody. Jako její příčina byla stanovena nepřiměřená rychlost a nedodržení bezpečné vzdálenosti, viníkem nehody byl zemřelý řidič autobusu. Z toho důvodu nebylo trestní řízení pro nepřípustnost zahájeno a případ byl odložen.